# GS1
GS1 är en världsomspännande organisation som arbetar med standardisering relaterad till distributionskedjor. GS1 är en icke-vinstinriktad organisation, vilket innebär att överskott i verksamheten ska återinvesteras. GS1, som har huvudkontor i Bryssel och i Lawrenceville, New Jersey finns företrätt i 114 länder och har 1,5 miljoner kunder som är abonnenter till det som kallas GS1-systemet. Grunden i GS1-systemet är de unika nummerserier som kan användas i olika kombinationer för till exempel identifiering av artiklar, platser eller gods. Dessa användningsområden kan sammanfattas i begreppet The global language of business.
För att underlätta avläsning av nummerserierna används olika informationsbärare såsom streckkoder, RFID-taggar, DataMatrix med flera. En sista byggsten i GS1-systemet är integrationen av identifierarna i elektroniska handelsmeddelanden (EDIFACT och XML). En vanlig benämning på dessa är ESAP. Genom att integrera identifierarna i handelsmeddelanden kan elektronisk handel förenklas.
GS1-koder används också som en del av kollinummer i SSCC-formatet.

## GS1 Sweden
GS1 Sweden har som en medlemsorganisation i GS1 till uppgift att företräda GS1:s intressen i Sverige med också att samla in svenska företags önskemål om utveckling av GS1:s standarder. GS1 Sweden har idag 11.000 kunder och finns i de flesta delar av näringslivet och inom offentlig sektor.
GS1 Sweden har också utvecklat ett antal tjänster som ytterligare förenklar handel mellan företag. Dessa marknadsförs under varumärket Validoo.
Hos GS1 Sweden kan man abonnera på nummerserier för användning i till exempel streckkoder av typ EAN-13 och GS1 128. GS1 nummerserier kan även användas i RFID och streckkoden DataMatrix.
GS1 Sweden ägs till lika stora delar av Dagligvaruleverantörers Förbund (DLF) och Svensk Dagligvaruhandel (SvDH), vilka också var med och grundade EAN Sverige, föregångaren till GS1 Sweden.